# قطعنامه ۴۴۰ شورای امنیت
قطعنامه ۴۴۰ شورای امنیت سازمان ملل متحد که در تاریخ ۱۳ نوامبر ۱۹۷۸ تصویب شد، سندی بین‌المللی دربارهٔ نامیبیا است. این قطعنامه طی نشست ۲٬۰۹۸ام با ۱۰ موافق، ۰ مخالف و ۵ ممتنع تصویب شد.